# Ветреничка
Ветреничка, или Ветровочник, или Анемоноидес (лат. Anemonoides), — род растений семейства Лютиковые (Ranunculaceae), распространённый в умеренно теплых регионах Северного полушария.

## Название
Научное латинское название образовано от Anemone — Ветреница и др.-греч. είδος — вид, форма, образ, со значением «ветреницеподобный», «похожий на ветреницу».

## Ботаническое описание
Многолетние травы, до 30 см высотой. Корневища тонкие и сильно разветвлённые или мясистые и слабо разветвлённые. Стебель прямостоячий. Прикорневые листья отсутствуют или одиночные, реже немногочисленные, на длинных черешках, пальчаторассечённые; стеблевые — в числе 3, мутовчатые.
Цветки обоеполые, актиноморфные, (0,8) 1—4,5 (6) см в диаметре, верхушечные и одиночные или реже собраны в конечные, немногоцветковые, зонтиковидные дихазии. Околоцветник из 5—6 (6—15), лепестковидных, белых, жёлтых, розовых или голубых листочков, опадающих при плодах. Тычинки многочисленные, нити тонкие. Гинецей апокарпный, плодолистики многочисленные, каждый с 1 семязачатком. Плоды коротковолосистые, орешковидные, с коротким носиком.

## Классификация

### Таксономия
Anemonoides  Mill., 1754, Gard. Dict. Abr. ed. 4 : s.p.
Род Ветреничка относится к семейству Лютиковые (Ranunculaceae) порядка Лютикоцветные (Ranunculales). Таксономическая схема в соответствии с Системой APG IV по состоянию на декабрь 2023 года:
|  |                                      |  |                                   |                                   |                     |  | ещё 6 семейств |             |                |                                                            |
|  |                                      |  |                                   |                                   |                     |  |                |             |                | 37 подтвержденных видов и 6 видов, ожидающих подтверждения |
|  |                                      |  |                                   | порядок Лютикоцветные             |                     |  |                |             | род Ветреничка |                                                            |
|  |                                      |  |                                   | порядок Лютикоцветные             |                     |  |                |             | род Ветреничка |                                                            |
|  | отдел Цветковые, или Покрытосеменные |  |                                   |                                   | семейство Лютиковые |  |                |             |                |                                                            |
|  | отдел Цветковые, или Покрытосеменные |  |                                   |                                   |                     |  |                |             |                |                                                            |
|  |                                      |  | ещё 63 порядка цветковых растений | ещё 63 порядка цветковых растений |                     |  |                | ещё 53 рода | ещё 53 рода    |                                                            |
|  |                                      |  |                                   | ещё 63 порядка цветковых растений |                     |  |                |             | ещё 53 рода    |                                                            |

## Виды
- Anemonoides altaica (Fisch. ex C.A.Mey.) Holub — Ветреничка алтайская
- Anemonoides amurensis (Korsh.) Holub — Ветреничка амурская
- Anemonoides apennina (L.) Holub
- Anemonoides baldensis (L.) Galasso, Banfi & Soldano
- Anemonoides blanda (Schott & Kotschy) Holub — Ветреничка приятная
- Anemonoides caerulea (DC.) Holub — Ветреничка голубая
- Anemonoides caucasica (Willd. ex Rupr.) Holub
- Anemonoides davidii (Franch.) Starod.
- Anemonoides debilis (Fisch. ex Turcz.) Holub — Ветреничка слабая
- Anemonoides delavayi (Franch.) Holub
- Anemonoides exigua (Maxim.) Starod.
- Anemonoides glabrata (Maxim.) Holub
- Anemonoides grayi (Behr & Kellogg) Starod.
- Anemonoides griffithii (Hook.f. & Thomson) Holub
- Anemonoides jenisseensis (Korsh.) Holub — Ветреничка енисейская
- Anemonoides juzepczukii (Starod.) Starod. — Ветреничка Юзепчука
- Anemonoides ×korzhinskyi Saksonov & Rakov — Ветреничка Коржинского
- Anemonoides lancifolia (Pursh) Holub
- Anemonoides minima (DC.) Holub
- Anemonoides nemorosa (L.) Holub typus — Ветреничка дубравная
- Anemonoides nikoensis (Maxim.) Holub
- Anemonoides oregana (A.Gray) Holub
- Anemonoides piperi (Rydb.) Holub
- Anemonoides ×pittonii (Glow.) Holub
- Anemonoides pseudoaltaica (H.Hara) Holub
- Anemonoides quinquefolia (L.) Holub
- Anemonoides raddeana (Regel) Holub — Ветреничка Радде
- Anemonoides ranunculoides (L.) Holub — Ветреничка лютиковидная
- Anemonoides reflexa (Stephan ex Willd.) Holub — Ветреничка отогнутая
- Anemonoides sciaphila (Popov) Starod. — Ветреничка тенелюбивая
- Anemonoides stolonifera (Maxim.) Holub
- Anemonoides sylvestris (L.) Galasso, Banfi & Soldano — Ветреничка лесная
- Anemonoides trifolia (L.) Holub
- Anemonoides udensis (Trautv. & C.A.Mey.) Holub — Ветреничка удская
- Anemonoides umbrosa (C.A.Mey.) Holub
- Anemonoides uralensis (Fisch. ex DC.) Holub — Ветреничка уральская
- Anemonoides yezoensis (Miyabe) Starod.